# Brit Awards 1982
Les Brit Awards 1982 ont lieu le 4 février 1982 au Grosvenor House Hotel à Londres. Il s'agit de la 2e cérémonie des Brit Awards dont le nom officiel est alors The British Record Industry Awards. Elle est présentée par David Jacobs (en) et n'est pas retransmise à la télévision.
À partir de cette seconde édition, les Brit Awards deviennent annuels. La précédente édition avait en effet eu lieu en octobre 1977.

## Palmarès
Les lauréats apparaissent en caractères gras.

### Meilleur album britannique
- Kings of the Wild Frontier de Adam and the Ants
  - Dare de The Human League
  - Greatest Hits de Queen

### Meilleur single britannique
- Tainted Love de Soft Cell
  - Prince Charming de Adam and the Ants
  - Stand and Deliver de Adam and the Ants

### Meilleur artiste solo masculin britannique
- Cliff Richard
  - Elvis Costello
  - Shakin' Stevens

### Meilleure artiste solo féminine britannique
- Randy Crawford
  - Sheena Easton
  - Toyah Wilcox

### Meilleur groupe britannique
- The Police
  - Adam and the Ants
  - Madness

### Meilleur producteur britannique
- Martin Rushent
  - Stuart Colman (en)
  - Chris Neill (en)

### Révélation britannique
- The Human League
  - Depeche Mode
  - Linx (en)
  - Soft Cell
  - Toyah Wilcox

### Meilleur disque de musique classique
- Symphonie no 10 (Mahler) de Simon Rattle
  - Pomp and Circumstance de Vernon Handley
  - Tosca de James Levine

### Contribution exceptionnelle à la musique
- John Lennon
  - The Police
  - Cliff Richard

## Artistes à nominations multiples
- 4 nominations :
  - Adam and the Ants

- 2 nominations :
  - The Human League
  - The Police
  - Cliff Richard
  - Soft Cell
  - Toyah Wilcox

Aucun artiste ne remporte plus d'une récompense.